# Chōkitsu Kurumatani
Chōkitsu Kurumatani (jap. 車谷 長吉, Kurumatani Chōkitsu, eigentl.: Kurumatani Yoshihiko (車谷 嘉彦); * 1. Juli 1945 in Shikama, Präfektur Hyōgo (heute: Himeji); † 17. Mai 2015 in Tōkyō) war ein japanischer Schriftsteller. 
Bereits auf der Oberschule entwickelte Kurumatani den Wunsch, Schriftsteller zu werden, nachdem er Werke von Natsume Sōseki und Mori Ōgai gelesen hatte. Er studierte Germanistik an der Keiō-Universität, wobei die Lektüre von Franz Kafkas Die Verwandlung der Auslöser für die Wahl des Studiengangs war. Er arbeitete für eine Werbeagentur und ein Verlagshaus sowie als Hilfskoch in verschiedenen Orten der Region Kansai. 1993 erhielt er den Mishima-Preis für Shiotsubo no saji, zwei Jahre später den Hirabayashi-Taiko-Literaturpreis für Hyōryūbutsu. 1998 wurde er für Akame shijūyataki shinjū misui mit dem Naoki-Preis, 2001 für Musashimaru mit dem Kawabata-Yasunari-Literaturpreis ausgezeichnet.

## Werke (Auswahl)
- Shiotsubo no saji (鹽壺の匙) 1992
- Hyōryūbutsu (漂流物) 1996
- Akame shijūyataki shinjū misui (赤目四十八瀧心中未遂) 1998
  - Versuchter Liebestod, aus dem Japanischen von Katja Busson, cass Verlag, Löhne 2011, ISBN 978-3-9809022-6-7
- Musashimaru (武蔵丸) 2000
  - Musashimaru, aus dem Japanischen von Katja Cassing, cass Verlag, Löhne 2016, ISBN 978-3-944751-11-5